# The Game Plan
The Game Plan is een film uit 2007 onder regie van Andy Fickman. Hoewel de film wereldwijd werd uitgebracht, heeft hij nooit de Nederlandse bioscoopzalen gehaald. De film betekende voor Madison Pettis haar debuut.

## Verhaal
Joe Kingman speelt als quarterback in het footballteam Boston Rebels. Hij wordt verrast door het achtjarige meisje Peyton, dat beweert zijn dochter te zijn. Het duurt niet lang voordat dit nieuws in de media terechtkomt. Joe's agente denkt dat het goed is voor zijn imago om zichzelf voor te doen als de perfecte vader. Joe kijkt er tegenop, maar moet zich over zijn dochter ontfermen. Het duurt niet lang voordat hij een band met haar schept en inziet waar het leven werkelijk om draait.

## Rolbezetting
| Acteur          | Personage         |
| --------------- | ----------------- |
| Dwayne Johnson  | Joe Kingman       |
| Madison Pettis  | Peyton Kelly      |
| Kyra Sedgwick   | Stella Peck       |
| Roselyn Sánchez | Monique Vasquez   |
| Morris Chestnut | Travis Sanders    |
| Hayes MacArthur | Kyle Cooper       |
| Gordon Clapp    | Coach Mark Maddox |
| Brian J. White  | Jamal Weber       |
| Jamal Duff      | Clarence Monroe   |
| Paige Turco     | Karen Kelly       |
| Kate Nauta      | Tatianna          |
| Robert Torti    | Samuel Blake, Jr. |
| Jackie Flynn    | Larry the Doorman |
| Lauren Storm    | Nanny Cindy       |